# بلک پیل
بلک پیل (به انگلیسی: Blackpill) یک حومه شهر در بریتانیا است که در City and County of Swansea واقع شده‌است.